# 平井雅英
平井 雅英（ひらい まさひで、1936年11月27日 - 2005年1月14日）は、日本の技術者、実業家。元ユニチカ代表取締役社長。高分子学会賞受賞。

## 人物・経歴
福岡県福岡市出身。1961年九州大学工学部卒業、大日本紡績（のちのユニチカ）入社。新規キレート樹脂の開発とその利用技術に関する研究で昭和52年度高分子学会賞受賞。
1983年中央研究所第6研究室長。1986年スパンボンド生産開発部長。1991年取締役スパンボンド事業本部副本部長。1994年取締役中央研究所長。1996年常務取締役スパンボンド事業本部長。1999年常務取締役繊維事業本部長兼ユニチカファイバー代表取締役社長。
2000年から代表取締役社長を務め、建設部門からの撤退を行うなどした。2004年代表取締役会長。健康問題からに同年取締役相談役に退き、2005年1月14日午前1時7分、肝不全のため滋賀県草津市の病院で死去。68歳没。